# 利昂
利昂（英語：Leone）是圖圖伊拉島西海岸的第二大村莊。該村莊位於美屬薩摩亞圖圖伊拉島西南海岸。利昂是圖圖伊拉島的古都，也是薩摩亞群島第一位傳教士約翰·威廉姆斯於1832年10月18日訪問的地方。薩摩亞人和歐洲人之間的許多早期接觸都是在利昂進行的。